# Лин Улман
Лин Улман (на английски: Linn Ullmann) е норвежка актриса, журналистка, литературна критичка и писателка на произведения в жанра социална драма и мемоари.

## Биография и творчество
Карин Беате „Лин“ Улман е родена на 9 август 1966 г. в Осло, Норвегия. Тя е дъщеря на режисьора Ингмар Бергман и на актрисата и режисьор Лив Улман, които не са женени. Има двама братя и три сестри по линия на баща си. До 4-годишна израства на остров Форьо, където живее баща ѝ, след което родителите ѝ се резделят. Като дете в периода 1971 – 1978 г. участва с майка си в няколко филма режисирани от Бергман. После живее в Осло и Ню Йорк. От започва да учи 1984 г. драма във висшето училище „Джулиард“, но прекъсва и през 1988 г. завършва с магистърска степен английска филология в Нюйоркския университет, след което преследва временно докторска степен. През 1990 г. се завръща в Норвегия и работи като журналист, литературен критик и колумнист във вестник Dagbladet (1996 – 1997) и после във вестник Aftenposten (2006 – 2007). През 2007 г. получава наградата „Златна писалка“ за журналистическата си дейност във вестника. През 2009 г. тя помага за основаването на центъра за артисти „Фермата на Бергман на Форьо“, където е артистичен директор в началната фаза. През 2011 г. участва в главното жури на филмовия фестивал в Кан заедно с Робърт де Ниро, Джуд Лоу и Ума Търман. Тя е съсъздател и водещ на литературния подкаст How to Proceed (Как да продължим).
Първият ѝ роман "Преди да заспиш" (Før du sovner) е издаден през 1998 г. Той е фамилна сага за три поколения в живота на жените в норвежкото семейство Блом, като историята се движи от съвременността в Осло до Бруклин през 30-те години на миналия век, и един сексуално откровен роман за майчинството и брака, любовта и изневярата. Романът получава одобрението на критиката.
Третият ѝ роман "Милост" (Nåde) публикуван през 2002 г. и печели престижната литературна „Награда на норвежките читатели“ и е обявен от пресата за един от десетте най-добри романа на годината. През 2007 г. е удостоена с наградата „Амалие Скрам“ за цялостно творчество.
Един от най-успешните ѝ романи, „Съкровеното“, е издаден през 2011 г. Тръгвайки от ужасяващото събитие – младо момиче е намерено заровено в гората, историята не проследява криминалното разследване, а развива темата за вината на другите герои не само за смъртта на момичето, а и за собствените им житейски провали.
През 2015 г. е издаден романът ѝ „Неспокойните“, мемоари за живота ѝ с прочутите ѝ родители. Романът е номиниран за Наградата за литература на Северния съвет.
Произведенията на писателката са бестселъри и са преведени на над 30 езика по света. Те са разнообразни, непредвидими и се характеризират с развито психологическо прозрение. Темите им най-често са за любовта, паметта и идентичността, често базирани на близки семейни отношения. Създадени са като сложни разкази, с времеви ретроспекции, с подчертаване или намаляване на детайлите, и с много различни гледни точки. През 2017 г. Шведската академия я удостоява с наградата Dobloug за цялостното ѝ творчество.
Омъжва се за Еспен Тьондел през 1989 г., с когото имат син. През 2001 г. се омъжва за писателя Нилс Фредрик Дал, с когото има дъщеря и 2 доведени деца.
Лин Улман живее със семейството си в Осло.

## Произведения
- Før du sovner (1998)[1][2][4]
- Når jeg er hos deg (2000)[3]
- Nåde (2002) – издаден и като Grace
- Et velsignet barn (2005)
- Det dyrebare (2011)
Съкровеното, изд. „Книгопис“ София (2014), прев. Надежда Станимирова
- De urolige (2015)[4][5]
Неспокойните, изд.: ИК „Колибри“, София (2020), прев. Радослав Папазов
- Jente, 1983 (2021)[4]

### Документалистика
- Yrke: Regissør om filmane til Arne Schouen (1998)[3]